# زیارت‌جاه (راسک)
زیارت‌جاه یا زیارت‌چاه روستایی در دهستان پارود بخش پارود شهرستان راسک استان سیستان و بلوچستان ایران است.

## جمعیت
بر پایه سرشماری عمومی نفوس و مسکن در سال ۱۳۹۵ جمعیت این روستا ۷۳۸ نفر (۲۲۷خانوار) بوده‌است.